# Комсомолец (Волгоградская область)
Комсомолец — село в Николаевском районе Волгоградской области России. Входит в состав Ленинского сельского поселения. Население 897 чел. (2013).

## История
В соответствии с решением Волгоградского облисполкома от 17 мая 1978 года № 10/382 «О некоторых изменениях в административно-территориальном делении области» населенный пункт, имеющий служебное и временное значение — посёлок бригады № 7 совхоза «Россия», был приписан к постоянному населённому пункту — к с. Комсомолец, Ленинский с/с .
В соответствии с решением Президиума Волгоградского областного Совета народных депутатов от 04 июня 1991 года № 9/136 «Об изменении административно-территориального устройства Николаевского района» в Николаевском районе был образован Комсомольский сельсовет с административным центром в с. Комсомолец за счет разукрупнения Ленинского сельсовета. 
В соответствии с Законом Волгоградской области от 14 февраля 2005 года № 1005-ОД село вошло в состав образованного Комсомольского сельского поселения как единственный населённый пункт и административный центр.
7 мая 2013 года в соответствии с Законом Волгоградской области № 43-ОД Комсомольское сельское поселение было объединено с Ленинским сельским поселением, куда и вошло село Комсомолец.

## География
Расположен на северо-востоке региона, по левобережью Волгоградского водохранилища, на берегу Заволжского канала, в пределах степной зоны Низкого Заволжья.

## Население
| 2010 | 2012 | 2013 |
| ---- | ---- | ---- |
| 915  | ↘911 | ↘897 |

Гендерный состав
По данным Всероссийской переписи населения 2010 года в гендерной структуре населения из 915 человек мужчин — 436, женщин — 479 (47,7 и 52,3 % соответственно).
Национальный состав
Согласно результатам переписи 2002 года, в национальной структуре населения
русские составляли 61 % из общей численности населения в 943 чел..

## Инфраструктура
Развитое сельское хозяйство. Личное подсобное хозяйство.

## Транспорт
Просёлочные дороги.